# Sedum longipes
Sedum longipes är en fetbladsväxtart. Sedum longipes ingår i Fetknoppssläktet som ingår i familjen fetbladsväxter.

## Underarter
Arten delas in i följande underarter:
- S. l. longipes
- S. l. rosulare